# Little Joe II

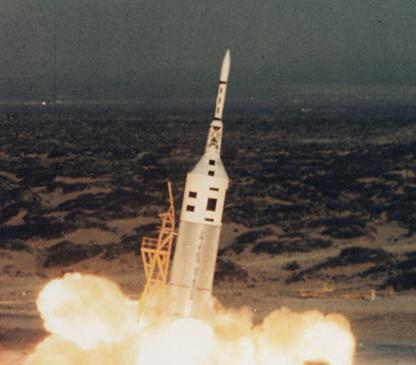
Little Joe II.

Little Joe II foi um foguete americano que transportava animais em voos sub-orbitais, a fim de testar o organismo dos seres vivos no espaço. Ele fez lançamentos no início da 1960. Hoje em dia o foguete está em exposição na NASA.
O Little Joe II foi também uma das as primeiras conquistas do espaço dos Estados Unidos e também o primeiro passo para que os norte-americanos lançassem um foguete à Lua, em 1969. Com os estudos feitos no Little Joe II foi possível o desenvolvimento de foguetes mais potentes e mais resistentes.